# Фош (коммуна)
Фош (фр. и окс. Fauch) — коммуна во Франции, находится в регионе Юг — Пиренеи. Департамент — Тарн. Входит в состав кантона От-Даду. Округ коммуны — Альби.
Код INSEE коммуны — 81088.

## География
Коммуна расположена приблизительно в 560 км к югу от Парижа, в 70 км восточнее Тулузы, в 14 км к юго-востоку от Альби.

## Климат
Климат умеренно-океанический. Зима мягкая и дождливая, лето жаркое с частыми грозами. Ветры довольно редки.

## Население
Население коммуны на 2010 год составляло 490 человек.
| 1962 | 1968 | 1975 | 1982 | 1990 | 1999 | 2010 |
| ---- | ---- | ---- | ---- | ---- | ---- | ---- |
| 306  | 303  | 272  | 286  | 343  | 392  | 490  |

## Экономика
В 2007 году среди 301 человека в трудоспособном возрасте (15—64 лет) 221 были экономически активными, 80 — неактивными (показатель активности — 73,4 %, в 1999 году было 68,1 %). Из 221 активных работали 208 человек (115 мужчин и 93 женщины), безработных было 13 (3 мужчин и 10 женщин). Среди 80 неактивных 27 человек были учениками или студентами, 26 — пенсионерами, 27 были неактивными по другим причинам.